# .vu
.vu je internetová národní doména nejvyššího řádu pro Vanuatu.